# Bédy-Goazon
Bédy-Goazon ist ein ivorisches Dorf,  33 km (Straße) westlich der Stadt Guiglo im Département Guiglo in der Region Moyen-Cavally.
Die Gemeinde hat laut Zensus von 2014 16.872 Einwohner.
Im Zuge der Regierungskrise 2010/11 meldete Human Rights Watch am 22. März 2011 ein Massaker in Bédy-Goazon. Dabei sollen 27 Einwanderer aus Mali von mit Gewehren, Raketenwerfern und Macheten bewaffneten Milizionären der Front de Libération du Grand Ouest (FLGO) ermordet worden sein.